# 최무경
최무경(崔茂炅, 1966년 9월 9일 ~ )은 대한민국 전라남도의회 의원이다.

## 학력
- 여남초등학교
- 여남중학교
- 여수정보과학고등학교
- 한영대학교 기계공학과
- 동신대학교 대학원 관광학과 졸업(관광학 석사)

## 경력
- 2012.04 ~ 2014.04: 제5대 전라남도 여수시의회 의원
- (주)나르샤관광개발 대표
- 더불어민주당 전라남도당 문화관광특별위원장
- 2018년 7월 1일 ~ 2022년 6월 30일: 제11대 전라남도의회 의원
- 2022년 7월 1일 ~ : 제12대 전라남도의회 의원
  - 제12대 전라남도의회 전반기 교육위원회 위원

## 역대 선거 결과
|  | 37.06% |

|  | 39.21% |

|  | 67.52% |

|  | 83.31% |